# Agua Negra, Puebla
Agua Negra är en ort i Mexiko.   Den ligger i kommunen Pahuatlán och delstaten Puebla, i den sydöstra delen av landet, 140 km nordost om huvudstaden Mexico City. Agua Negra ligger 1 370 meter över havet och antalet invånare är 126.
Terrängen runt Agua Negra är bergig, och sluttar österut. Runt Agua Negra är det ganska tätbefolkat, med 230 invånare per kvadratkilometer. Närmaste större samhälle är Huauchinango, 19,0 km sydost om Agua Negra. I omgivningarna runt Agua Negra växer i huvudsak blandskog.